# جزيرة كليبرتون
جزر كليبرتون أو قَلبَرطُون (بالفرنسية: Île de Clipperton أو Île de la Passion)‏ هي جزر غير مأهولة تبلغ مساحتها تسعة كيلومتر مربع (حوالي 3.5 ميل مربع)، هي عبارة عن شعب حلقي في المحيط الهادي الشرقي، جنوب غرب المكسيك وغرب أمريكا الوسطى وهي حيازة وراء بحار لفرنسا تحت السلطة المباشرة لوزارة ما وراء البحار الفرنسية.